# Gargamel
Gargamel – fikcyjna postać z komiksu oraz animowanego serialu Smerfy; pechowy, zły czarodziej mieszkający w zrujnowanym zamku na obrzeżach lasu Smerfów.

## Charakterystyka postaci
W komiksie (jak i w niektórych odcinkach serialu animowanego) nadrzędnym celem Gargamela było złapanie smerfów, które były mu potrzebne jako składnik kamienia filozoficznego (według zaklęcia, które znalazł, można przetopić Smerfa w rycynie na złoto). Później jego motywacje zostały uproszczone i celem Gargamela stało się po prostu zjedzenie Smerfów lub zniszczenie ich z zemsty za wcześniejsze niepowodzenia. Także w niektórych odcinkach nienawidzi ich, bo są radosne. Próby złapania Smerfów zwykle mu się nie udają lub obracają się przeciwko niemu.
Gargamel jest ubogi – zazwyczaj nie ma czego jeść (liczy wtedy, że złapie jakiegoś smerfa). Chodzi w połatanym czarnym ubraniu zbliżonym wyglądem do habitu i starych czerwonych butach. Posiada rudego kocura o imieniu Klakier (w oryginale Azrael – imię anioła śmierci z religii islamu), a w późniejszych odcinkach serialu dołącza do niego uczeń Nicpoń. Jego ulubionym powiedzeniem jest „Jak ja nie cierpię smerfów!” oraz (gdy coś mu zagraża) „Mamuśku!”. Gargamel ciągle staje Klakierowi na ogonie, a Klakier wrzeszczy.
Do czarodzieja Baltazara Gargamel zwraca się per ojcze chrzestny. Będąc u niego w odwiedzinach, Gargamel jest przedstawiany jako czcigodny Gargamel z Ruiny.
Gargamel jest odpowiedzialny za stworzenie Smerfetki. W komiksie stworzył ją jako zemstę, licząc że złamie ona serca Smerfów ale na końcu jednak historia skończyła się dobrze, zaś w serialu animowanym aby użyć jej jako szpiega, ona jednak zamiast zdradzić mu położenie wioski smerfów przystała do nich.

## Dubbing
W wersji oryginalnej serialu głosu tej postaci użyczał Paul Winchell, natomiast do polskiego dubbingu: Wiesław Drzewicz (najbardziej rozpoznawalny w tej roli) – serie 1–5, niektóre odcinki 6, 7 i 8; a po jego śmierci Mirosław Wieprzewski – pozostałe odcinki z serii 7, seria 9 i nowa wersja 1, 2 i 3. W filmie głosu użyczył mu Jerzy Stuhr.

## Odbiór
Gargamel z kotem Klakierem są wymieniani wśród postaci, które polscy dorośli pamiętają jako jedne z bardziej przerażających z dziecięcych kreskówek.

## Galeria